# Liriomyza melitensis
Liriomyza melitensis är en tvåvingeart som beskrevs av Spencer 1973. Liriomyza melitensis ingår i släktet Liriomyza och familjen minerarflugor.
Artens utbredningsområde är Malta. Inga underarter finns listade i Catalogue of Life.